# Latina Basket
L'Associazione Sportiva Dilettantistica Latina Basket è la principale società di pallacanestro maschile di Latina.
Milita nel campionato di Serie B Nazionale.
La società è nata ufficialmente nell'estate 2010, in seguito alla scissione in seno alla società Associazione Basket Latina (fondata nel 1968), che era appena retrocessa dalla Legadue in Serie A Dilettanti.
Mentre l'AB Latina è rimasta attiva (per il primo periodo) a livello giovanile, il Latina Basket ha potuto disputare la Serie A Dilettanti 2010-2011.

## Storia

### A.B. Latina
L'A.B. Latina fu fondata nel 1968 da Angelo Muzio, che aveva lasciato la panchina della Pallacanestro Latina per creare un altro club.
Il primo presidente fu Felice Ferrazza.
Gli incontri si disputavano all'aperto presso l'oratorio salesiano Don Bosco, fino a che nel 1969 non fu inaugurata una nuova struttura in via Pio VI, presso l'ex Opera Balilla.
L'impianto fu inaugurato con un'amichevole contro alcuni marinai statunitensi della USS Little Rock, nave ammiraglia della U.S. Navy nel Mediterraneo.
Nel 1970 il club si iscrisse al campionato di Promozione.
Nel 1975, con l'allenatore Luciano Marinelli, raggiunse la serie B, all'epoca terzo livello dei campionati.
Nella stagione 1997-98 i pontini vengono promossi dalla B2 in Serie B d'Eccellenza maschile FIP 1998-99, ma dopo un solo anno arriva la retrocessione. Latina rivede la B1 nella stagione 2001-02 rimanendovi per otto stagioni e qualificandosi per i play-off promozione in tre occasioni: nelle stagioni 2003-04, 2007-08 e 2008-09.
Al termine della stagione 2008-09 la squadra, dopo il 1º posto in stagione regolare, è riuscita a conquistare la prima promozione in Legadue della sua storia, battendo la Virtus Siena per 77-68 nella decisiva gara-5.
LA squadra rimane in Legadue solamente per una stagione. La squalifica per doping di Mauro Liburdi e la cessione alla Benetton Treviso della guardia K.C. Rivers, fanno da preludio a svariati movimenti di mercato che non servono però ad evitare l'ultimo posto in classifica.
Al termine della stagione la società decide di abbandonare l'attività professionistica.

### Latina Basket
Per evitare la scomparsa di Latina dal mondo della pallacanestro è stata approvata la scissione tra Ab Latina e Latina Basket: la nuova società, grazie all'intervento del cavalier Lucio Benacquista, ha potuto pertanto mantenere il titolo sportivo. Il Main Sponsor è la Benacquista Assicurazione, il logo societario è il leone di San Marco, simbolo della città di Latina.
Nel 2010 la squadra partecipa al campionato di A Dilettanti 2010-2011. Il Latina Basket ha concluso la stagione al 9º posto nel girone B. Costretta a disputare i play-out salvezza, ha sconfitto l'Aquila Basket Trento in due gare, riuscendo pertanto a mantenere la categoria.
Nella stagione 2011-12 il Latina Basket partecipa al campionato di DNA 2011-12, dopo aver avviato un progetto in linea con le disposizioni di questo campionato riguardanti i giovani. Questo progetto vede rientrare al suo interno il settore giovanile latinense dello Sport Management Group (SMG), con il quale la società ha stipulato un accordo con l'obiettivo di dare spazio nel campionato DNA a tanti giovani talenti, inserendoli in un percorso formativo tracciato dalla federazione e la lega che mira ad allargare la base degli atleti da convocare in nazionale. Nella regular season la squadra si classifica 4º nel girone sud ovest con 32 punti e accede ai quarti di finale dei play-off promozione. Viene sconfitta dall'FMC Ferentino in gara tre dopo il 60-57 per Ferentino, 91-89 per Latina e il definitivo 102-72 per Ferentino.
Durante la sosta tra giugno e settembre la società si rinnova dapprima nell'organico societario con il cambio del General Manager Daniele Comandini che lascia l'incarico (poi sostituito da Mariano Bruni) e poi in altri aspetti quali il logo societario e la divisa. La sigla LB viene sostituita nel simbolo da un Leone con sfondo un pallone da Basket che sovrasta la scritta LATINA BASKET, la prima divisa viene aggiornata introducendo le strisce nero-azzurre e il logo della città di Latina sul retro. La campagna acquisti innesta alcuni elementi che si riveleranno importanti nella squadra come il pivot Filippo Gagliardo e il play Riccardo Santolamazza oltre ad inserire in squadra giovani provenienti dal basket giovanile della città. Vengono riconfermati alcuni giocatori del precedente roster, fra di essi il capitano Tommaso Plateo. Il deludente inizio della stagione si conclude con le dimissioni di coach Ferrari giunte il 31 dicembre 2012. Per via degli scarsi risultati e dell'ultimo posto in classifica la società accetta le dimissioni e dopo pochi giorni affida il mandato a Marcello Billeri. Per la seconda metà di stagione la società ingaggia anche alcuni giocatori per rinforzare il roster e cercare di risollevare la squadra, tra di essi Manuel Carrizo, che si rivelerà giocatore chiave della squadra, e Matteo Canavesi. Nonostante il netto miglioramento nelle prestazioni e un'invidiabile solidità nelle gare casalinghe, Latina rimane un bersaglio facile nelle partite fuori casa e non riesce nell'impresa di evitare i play-out. Nei play-out la squadra incontra la Liumatic Group Bari, squadra che dopo un importante inizio di stagione cede il passo a molte squadre finendo nella zona play-out con il fattore campo a favore (3 gare su 5 in casa). Dopo un'insperata vittoria in terra pugliese (gara 1), Latina subisce la reazione dell'avversario che liquida la pratica in 4 gare totali, ottenendo 2 vittorie su 2 in casa del Latina.
La società, rispedita nella vecchia serie B2, presenta la richiesta per un ripescaggio nella neonata Legadue Silver (3º livello del campionato italiano di basket, paragonabile alla vecchia B1); ripescaggio che non sarà di fatto concesso.
Durante l'estate la squadra si iscrive al campionato di Divisione Nazionale B e viene collocata nel girone C insieme ad altre compagini provenienti per lo più dal centro Italia. La società, intenzionata a ritornare al più presto nei piani alti del campionato, porta avanti una campagna acquisti di spessore assemblando una delle più forti squadre che il campionato di DNB (B2) abbia mai visto, acquistando giocatori provenienti da campionati maggiori e conservando solo 4 elementi della vecchia squadra: Manuel Carrizo, Riccardo Santolamazza, Filippo Gagliardo e Andrea Pastore. La superiorità della squadra nei confronti delle altre compagini è netta e alla fine del girone di andata le 12 vittorie su 13 gare disputate portano i neroazzurri in cima alla classifica generale della DNB, a pari merito del Legnano Basket. L'unica sconfitta del girone di andata è quella rimediata in casa del Giulianova Basket. Il primo posto nel girone garantisce alla squadra l'accesso alla "Final Eight" della Coppa Italia DNB.
Nella competizione tricolore di categoria, la squadra come da pronostico si fa strada facilmente eliminando senza problemi la Polisportiva Agropoli in 2 gare al turno preliminare e assicurandosi il pass per la Final Four disputata a marzo a Rimini. In semifinale affronta quindi la "Derthona Basket" (cimarosa
squadra di Tortona, comune in provincia di Alessandria), anch'essa eliminata in gara unica senza problemi. Giunta quindi alla finale dell'"Adecco Cup DNB" , la compagine pontina si trova ad affrontare il Legnano Basket, la squadra degli ex Tavernelli, Milani, Arrigoni e coach Ferrari. La squadra lombarda è quella che insieme al Latina sta dominando il campionato di DNB e la partita si disputa in un'atmosfera ben lontana dagli standard della categoria con molti giocatori in campo che provengono da categorie superiori e che riescono a concedere spettacolo non solo agli spettatori ma anche a molti addetti ai lavori che giudicheranno in seguito la partita come una delle più interessanti dell'intera manifestazione (che comprendeva anche le finali di coppa della Legadue). Dopo 40 minuti a spuntarla sono i pontini, che portano in bacheca il primo trofeo della storia della palla a spicchi latinense (fatto sfilare al Palabianchini la settimana dopo); il risultato finale è un beffardo 69-71, raggiunto da Latina dopo aver passato gran parte del match a recuperare punti ai lombardi che raggiungono anche il massimo vantaggio in doppia cifra. Decisiva la grande prestazione di Manuel Carrizo che si guadagna l'MVP della partita mettendo a segno 10 tiri su 12 tentati (83%) e 4 triple segnate su altrettante tentate, il tutto con 6 rimbalzi e 4 assist.
Dopo aver vinto i play-off del girone C di DNB, Latina si presenta alla Final Four conclusiva di Cervia, che mette in palio tre posti per la LegaDue Silver della stagione successiva, da assoluta favorita. Tuttavia la squadra perde la semifinale contro la Givova Scafati e il giorno successivo si fa beffare dal team di Legnano, in una rivincita della finale di Coppa Italia, per 62-58, mancando clamorosamente la promozione in LegaDue Silver.
Viene tuttavia ripescata in Serie A2 Silver FIP 2014-2015 chiudendo l'anno al quattordicesimo posto.
Nella stagione successiva (2015/2016) a seguito della modifica dei campionati e della creazione di una sola Serie A2 suddivisa in Girone Est e Girone Ovest ha preso parte alla conference Ovest conquistando meritatamente la permanenza nella categoria.
Anche per la stagione 2016/2017 la società nerazzurra è stata inserita nel Girone Ovest del campionato di Serie A2 e ha conquistato la permanenza nella categoria con 6 giornate di anticipo.
La stagione 2017/18 ha visto la Benacquista Assicurazioni Latina Basket impegnata nuovamente nel Girone Ovest del Campionato di Serie A2 concluso in 9ª posizione e sfiorando l'accesso alla griglia dei play-off promozione.
La stagione 2018/19 è stata storica per il club nerazzurro che ha partecipato alla Final Eight di Coppa Italia, in cui ha affrontato Treviso, e ha conquistato l'accesso ai quarti di finale play-off promozione in cui ha tenuto testa alla corazzata Montegranaro (arrivata in 2ª posizione nel Girone Est) portando la serie fino a un'avvincente ed equilibrata Gara 5.

## Roster 2024-2025
Aggiornato al 21 marzo 2025.
|    | Naz.                                   | Ruolo | Sportivo                | Anno | Alt. | Peso |  |
| -- | -------------------------------------- | ----- | ----------------------- | ---- | ---- | ---- |  |
| 1  | Argentina (bandiera)                   | C     | Agustín Cáffaro         | 1995 | 206  | 99   |  |
| 2  | Italia (bandiera)                      | P     | Costantino Bechi        | 2002 | 186  | 76   |  |
| 8  | Italia (bandiera)                      | P     | Marco Giancarli         | 1995 | 182  | 85   |  |
| 10 | Italia (bandiera)                      | G     | Marco Mennella          | 1999 | 194  | 85   |  |
| 11 | Italia (bandiera)                      | GA    | Lorenzo Baldasso        | 1995 | 192  | 88   |  |
| 12 | Italia (bandiera)                      | P     | Daniele Merletto        | 1993 | 175  | 78   |  |
| 15 | Italia (bandiera)                      | C     | Paolo Paci              | 1990 | 208  | 102  |  |
| 21 | Italia (bandiera)                      | GA    | Tommaso Rossi           | 1999 | 198  | 93   |  |
| 34 | Italia (bandiera)                      | GA    | Arcangelo Guastamacchia | 2002 | 199  | 91   |  |
| 35 | Italia (bandiera)                      | PG    | Andrea Ambrosetti       | 1999 | 184  | 85   |  |
| 44 | Italia (bandiera) · Senegal (bandiera) | C     | Elhadji Thioune         | 2001 | 209  | 105  |  |

## Palmarès
- Coppa Italia LNP di Divisione Nazionale B: 1

2014